# Gerty Evens
Gerty Evens, née le 18 novembre 1987, est une judokate belge qui évolue actuellement dans la catégorie des plus de 78 kg (lourds).
Elle est membre du Judoschool Lummen dans la province de Limbourg.

## Palmarès
En 2009, Gerty Evens a remporté le tournoi international Ippon Trophy Antwerp.
Elle a remporté trois fois le championnat de Belgique sénior.
| Chpt de Belgique | Chpt de Belgique | 2004 | 2005 | 2006 | 2007 | 2008 | 2009 | 2010 | 2011 | 2012 | 2013 |
| ---------------- | ---------------- | ---- | ---- | ---- | ---- | ---- | ---- | ---- | ---- | ---- | ---- |
| poids moyens     | -70 kg           | 3e   | 3e   | 3e   |      |      |      |      |      |      |      |
| mi-lourds        | -78 kg           |      |      |      | 2e   | 3e   |      |      |      |      |      |
| lourds           | +78 kg           |      |      |      |      |      | 1er  | 1er  | -    | 1er  | 2e   |